# Mathieu de la Drôme
Antoine Philippe Mathieu, conocido como Mathieu de la Drôme,  (Grand-Serre, cerca de Romans, 7 de junio de 1808 - Romans, 16 de marzo de 1865) fue un político y estudioso francés.

## Biografía
Hijo de un agricultor, Mathieu estudia en un pequeño taller de Valence. Luego, se instala en Lyon y crea un curso privado, donde da conferencias literarias y científicas. Forma parte de la Revolución de 1830. En 1846, abandona Lyon para ir a Romans, lugar donde crea un nuevo establecimiento: El Ateneo de bellas artes.  

## Política
En los años 40, se adentra en la política, participa en banquetes reformistas y se posiciona a favor de una disminución del censo electoral. El sufragio universal (masculino), concebido como un medio de emancipación de los estratos populares, es el gran credo de Mathieu, pero su activismo inquieta a las autoridades y el Ateneo, donde imparte cursos de economía, queda prohibido. 
Sus posiciones se radicalizan: de un reformismo moderado, que veía en la monarquía de Julio la expectativa de una emancipación política y social, evoluciona hacia ideales republicanos y socializantes. En 1847, funda una revista mensual, La voix d᾿un solitaire , que forma parte, -junto con Le courrier de la Côtes d'Or  de Pierre Joigneaux o Le patriote des Alpes  de Saint-Romme-, de estas publicaciones locales, de limitada difusión, que constituyen la mayor parte de la producción editorial republicana sobre la monarquía de Julio. 
Mathieu acoge con entusiasmo la revolución de 1848. Jefe de fila de los republicanos de la Drôme, es elegido para la Asamblea Constituyente el 23 de abril y se gana su apodo (Drôme). Se hace miembro de la extrema izquierda, con la Montagne, y se da a conocer defendiendo vanamente la inscripción del «derecho al trabajo» en el preámbulo de la Constitución. En noviembre de 1848, participa en la Solidarité républicaine  con Ledru-Rollin y Charles Delescluze. Reelegido a la Asamblea en las elecciones de mayo de 1849, se opone a la política del príncipe-presidente. Es expulsado a Bélgica en el momento del Golpe de Estado del 2 de diciembre de 1851, pero podrá recuperar Francia a partir del verano de 1852, después de unos meses de exilio.

## Mathieu de la Drôme y la meteorología
Bajo el segundo Imperio, Mathieu de la Drôme se hace conocido cuando publica una obra dedicada a la predicción del tiempo mediante las fases lunares (De la prédiction du temps , 1862). Manda numerosas predicciones a los periódicos y a la Academia de ciencias. Más tarde, se ve involucrado en una polémica en la cual se enfrenta al director del Observatorio de París, Urbain Le Verrier, por intereses políticos (Le Verrier es uno de los principales apoyos de Napoleón III en el mundo científico). 
En noviembre de 1863, Mathieu de la Drôme publica el primer número de un almanaque anual basado en sus predicciones. El éxito de esta publicación será enorme. Los almanaques de Mathieu de la Drôme aparecen sin cesar durante más de 75 años, desde 1863 a 1939. Y en efecto, la muerte de Mathieu de la Drôme no interrumpe para nada la publicación. Desde la edición de 1866, su yerno, Louis Neyret, retoma la función de pronosticador. Luego del yerno, le tocará a Ernest Dupuy, nieto de Mathieu de la Drôme, dirigir esta publicación hasta la víspera de la Segunda Guerra Mundial.